# Micropathus tasmaniensis
Micropathus tasmaniensis är en insektsart som beskrevs av Richards, A.M. 1964. Micropathus tasmaniensis ingår i släktet Micropathus och familjen grottvårtbitare. Inga underarter finns listade i Catalogue of Life.